# Guadalupe Aparicio
Guadalupe "Michi" Aparicio (Jujuy, Argentina, 8 de septiembre de 1934) es un pintor y gestor cultural, es considerado uno de los personajes emblemáticos del arte del noroeste argentino, Nació en la ciudad de Tilcara, Provincia de Jujuy, al igual que el también distinguido pintor Medardo Pantoja. Su madre era oriunda de Tarija, Bolivia y su padre de la Ciudad de Humahuaca.
Egresa en el año 1962 de la Facultad de Artes de la Universidad Nacional de Tucumán como Licenciado en Artes Plásticas, y al año siguiente decide radicarse en la Ciudad de Buenos Aires recibiendo ese mismo año una beca del Fondo Nacional de las Artes. En 1970 se instala con su familia en la Ciudad de la Banda, Provincia de Santiago del Estero, donde vive y trabaja hasta el año 1980. En épocas oscuras de la Argentina, su casa será visitada por perseguidos políticos en su ruta hacia el exilio.
En la década de 1980, decide moverse una vez más y se muda a la Ciudad de San Isidro, Provincia de Buenos Aires, donde junto a otros artistas -y con el apoyo de la Dirección de Cultura del Municipio- crea en 1994 el Centro Cultural de la Ribera. Allí mismo funcionaba desde su llegada, el Taller de Arte Infantil de la Ribera, también creación suya. En 2001 retorna a la Provincia de Jujuy, luego de haber sufrido un asalto a mano armada que casi acaba con su vida.
Su producción artística está ligada temáticamente con los mitos, el colorido y la mirada andina propias de la zona del noroeste argentino. Consultado respecto de su condición de pintor argentino no rioplatense, expresó: "...cuando se habla de pintura argentina, siempre se piensa en el Río de la Plata y la región pampeana. No se piensa que la Argentina tiene una región muy importante con espíritu andino. Se supone que lo andino sólo pertenece a Bolivia, Perú, Ecuador. Mi pintura pertenece al norte argentino y algunas veces sorprende, afuera también, un pintor argentino cuya obra tenga todo el sabor y el espíritu de la región andina, que no es rioplatense."
Sus obras fueron expuestas en Argentina, México, Perú, Ecuador, Nicaragua, y en la Ciudad de San Francisco, Estados Unidos, entre otros sitios.